# Karel Heijting
Karel Heijting (1 de maio de 1883 - agosto de 1951) foi um futebolista neerlandês, medalhista olímpico.
Karel Heijting competiu nos Jogos Olímpicos de Verão de 1908 em Londres. Ele ganhou a medalha de bronze.